# タラトール

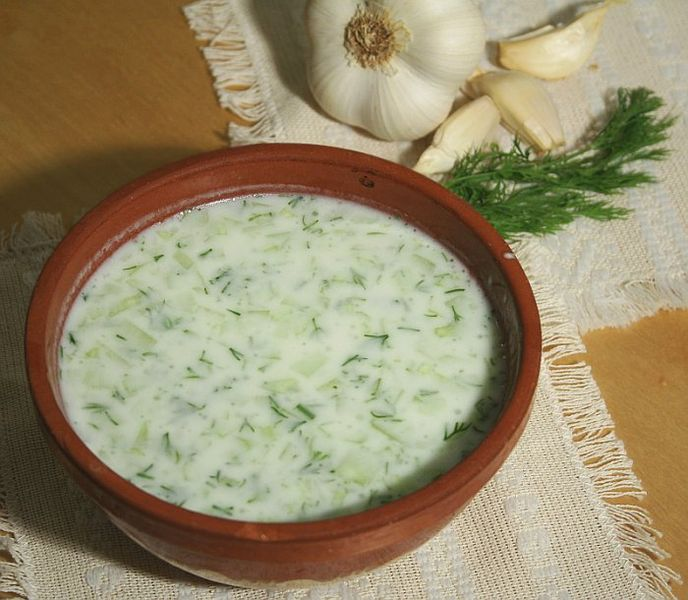
タラトールの例

タラトール（ブルガリア語: Таратор、英語: tarator）は代表的なブルガリア料理の1つ。ヨーグルトとキュウリの冷たいスープである。
キュウリを塩とオリーブオイルで和え、ヨーグルトを加えて水でのばした料理。
同じブルガリア料理のスネジャンカとはほぼ同じ材料を使用するが、スネジャンカは水切りしたヨーグルトを用いる。
日本のサンヨー食品は自社製品の袋麺「サッポロ一番塩らーめん」を使用した「タラトール風塩らーめん」のレシピを自社公式サイトで公開している。